# B3GALNT2
B3GALNT2‏ (Beta-1,3-N-acetylgalactosaminyltransferase 2) هوَ بروتين يُشَفر بواسطة جين B3GALNT2 في الإنسان.